# Kruszetnica
Kruszetnica (słow. Krušetnica) – wieś (obec) w północnej Słowacji, w powiecie Namiestów, w kraju żylińskim.

## Położenie
Kruszetnica leży w dolinie Białej Orawy, u ujścia do niej jej lewobrzeżnego dopływu, Klinianki. Otaczają ją stoki gór zaliczanych przez Słowaków do jednostki geomorfologicznej o nazwie Podbeskydská vrchovina, sytuowanej pomiędzy Beskidami Orawskimi na północy a Magurą Orawską na południu. Cały ten rejon (za wyjątkiem terenu zwartej zabudowy wsi) znajduje się w granicach Obszaru Chronionego Krajobrazu Górna Orawa. Obszar katastralny wsi obejmuje połacie łagodnie wznoszących się stoków, pociętych dolinkami drobnych cieków wodnych. Jest w znacznym stopniu odlesiony, pokryty łąkami i pastwiskami.
Północnym skrajem zabudowy wsi biegnie droga nr 520, łącząca Orawę w rejonie Namiestowa (na wschodzie) z Kysucami w dolinie Kisucy w rejonie Krásna nad Kysucou.

## Historia
Po raz pierwszy wzmiankowana w 1580 roku jako Krussecznycza. Została założona na prawie wołoskim. Należała do wielkiego „państwa” feudalnego z siedzibą na Zamku Orawskim. W 1608 r. doświadczyła wielkiego głodu, a w ciągu kolejnych 100 lat była wielokrotnie pustoszona m.in. w trakcie kolejnych powstań kuruców. Wielkich zniszczeń dokonał pożar wsi w 1917 r.
Mieszkańcy zajmowali się początkowo hodowlą bydła i rolnictwem. Z czasem doszły różne „domowe” rzemiosła, w tym sukiennictwo i koszykarstwo. Pod koniec XIX w. wieś liczyła 831 mieszkańców. Po II wojnie światowej część mieszkańców znalazła pracę nawet w kopalniach i hutach czeskiego Zagłębia Ostrawsko-Karwińskiego.
W latach 2021-2022 na prawym brzegu Białej Orawy zbudowana została droga krzyżowa, do której kamień węgielny poświęcił papież Franciszek.

## Turystyka i rekreacja
W Kruszetnicy, w jej wschodniej części, funkcjonuje niewielki ośrodek sportów zimowych, dysponujący koleją linową (4-osobowe kanapy) i wyciągiem orczykowym, wywożącymi narciarzy na stok opadający spod szczytu Surov.
We wsi znajduje się niewielkie Muzeum kawy, eksponujące najrozmaitsze młynki do mielenia, naczynia i ekspresy do parzenia oraz naczynia do podawania kawy. W obiekcie można kupić różne mieszanki kaw ziarnistych oraz degustować je na miejscu.